# N 8 (Senegal)
Die N 8 ist eine der Nationalstraßen im Nordwesten Senegals. 
Sie führt durch die Regionen (von Süd nach Nord) Dakar, Thiès, Louga und Saint-Louis. Klassifiziert wurde sie per Dekret im Dezember 2012.
Die Straße erschließt als Route des Niayes die hinter dem Gürtel der Küstendünen entlang der Grande-Côte liegenden wirtschaftlich bedeutenden fruchtbaren Feuchtgebiete der Zone des Niayes für das Fernstraßennetz Senegals und weist über weite Strecken eine frische Asphaltdecke auf. Der Straßenverlauf beginnt in Rufisque am Contournement Sococim. Im Stadtgebiet markiert die Straße einen Teil der Grenze zwischen den Stadtbezirken Rufisque Est und Rufisque Nord. Am Stadtrand ist die N8 über eine Anschlussstelle mit der mautpflichtigen Autoroute 1 verknüpft. Im Gebiet von Darou Khoudoss führt die Straße durch ein wichtiges Bergbaugebiet. Das Ende der N8 liegt im Nordwesten des Landes. Kurz vor dem Stadtrand von Saint-Louis mündet sie in die N 2 und die Strecke bis dahin ist per Dekret 185 Kilometer lang; im Routenplaner ergeben sich allerdings genau 200 Kilometer.